# Casanare
Casanare é um departamento da Colômbia.

## Municípios
1. Aguazul
2. Chameza
3. Hato Corozal
4. La Salina
5. Maní
6. Monterrey
7. Nunchia
8. Orocue
9. Paz de Ariporo
10. Pore
11. Recetor
12. Sabanalarga
13. Sacama
14. San Luis de Palenque
15. Tamara
16. Tauramena
17. Trinidad
18. Villanueva
19. Yopal

### Etnias
| Cor/Raça           | Porcentagem |
| ------------------ | ----------- |
| Mestiços e brancos | 97,09%      |
| Indígenas          | 1,46%       |
| Afro-colombianos   | 1,44%       |
| Ciganos            | 0,01%       |